# Nootwaarde
De nootwaarde of nootduur is in de muziek de relatieve tijdsduur van de door de noot aangeduide toon. De werkelijke tijdsduur wordt bepaald door de tempoaanduiding. Als basis geldt dat de duur van verschillende noten in vaste verhouding tot elkaar staan. 

## Standaardnoten
In onderstaande figuur staan de gebruikelijke noten weergegeven. De duur van elke volgende noot is steeds de helft van de duur van de voorgaande noot.

Standaardnoten: hele, halve, kwart-, achtste, zestiende, tweeëndertigste en vierenzestigste noot

## Verhoudingen van de duur
- Een hele noot staat tot een halve noot als 2:1 in tijdsduur. Er passen dus twee halve noten in één hele noot.
- Een halve noot staat tot een kwartnoot als 2:1 in tijdsduur. Er passen dus twee kwartnoten in één halve noot. Er passen dus ook vier kwartnoten in een hele noot.
- Een kwartnoot staat tot een achtste noot als 2:1 in tijdsduur. Er passen dus twee achtste noten in 1 kwartnoot. Er passen dus ook vier achtste noten in een halve noot. Er passen dus ook acht achtste noten in een hele noot.
- Enzovoorts

### Voorbeeld 1
Een kwartnoot (  ) duurt tweemaal zo lang als een achtste noot () en half zo lang als een halve noot (  ), enzovoorts.

### Voorbeeld 2
In het fragment 
duurt de eerste noot (een hele noot, open zonder stok) dus tweemaal zo lang als de tweede noot (een halve noot, open met stok), en duurt de derde noot (een kwartnoot, dicht met stok), een vierde deel van de lengte van de eerste noot en de helft van de lengte van de tweede noot.

### Voorbeeld 3
In het fragment
komen vier verschillende nootduren samen. 
Merk op: we tellen de kwartnoten, er is immers een 4/4 maat, dus vier kwartnoten per maat. Anders gezegd: de kwartnoot is hier de teleenheid. De onderste hele noot duurt dus vier tellen/pulsen (vier kwarten), de bovenste achtste noten duren elk een halve tel/puls (een halve kwartnoot).